# Comtés de l'État du Mississippi
L'État américain du Mississippi est divisé en 82 comtés (counties).
31 comtés portent un nom unique, tandis que chacun des 51 autres a un ou plusieurs homonymes dans d'autres États de l'Union.
10 des comtés ont un siège partagé entre deux localités.

## Liste des comtés
Nom du comté et siège entre parenthèses.
- Adams (Natchez)
- Alcorn (Corinth)
- Amite (Liberty)
- Attalla (Kosciusko)
- Benton (Ashland)
- Bolivar (Rosedale et Cleveland)
- Calhoun (Pittsboro)
- Carroll (Carrollton)
- Chickasaw (Houston et Okolona)
- Choctaw (Ackerman)
- Claiborne (Port Gibson)
- Clarke (Quitman)
- Clay (West Point)
- Coahoma (Clarksdale)
- Copiah (Hazlehurst)
- Covington (Collins)
- DeSoto (Hernando)
- Forrest (Hattiesburg)
- Franklin (Meadville)
- George (Lucedale)
- Greene (Leakesville)
- Grenada (Grenada)
- Hancock (Bay St. Louis)
- Harrison (Biloxi et Gulfport)
- Hinds (Jackson et Raymond)
- Holmes (Lexington)
- Humphreys (Belzoni)
- Issaquena (Mayersville)
- Itawamba (Fulton)
- Jackson (Pascagoula)
- Jasper (Bay Springs et Paulding)
- Jefferson (Fayette)
- Jefferson Davis (Prentiss)
- Jones (Laurel et Ellisville)
- Kemper (De Kalb)
- Lafayette (Oxford)
- Lamar (Purvis)
- Lauderdale (Meridian)
- Lawrence (Monticello)
- Leake (Carthage)
- Lee (Tupelo)
- Leflore (Greenwood)
- Lincoln (Brookhaven)
- Lowndes (Columbus)
- Madison (Canton)
- Marion (Columbia)
- Marshall (Holly Springs)
- Monroe (Aberdeen)
- Montgomery (Winona)
- Neshoba (Philadelphia)
- Newton (Decatur)
- Noxubee (Macon)
- Oktibbeha (Starkville)
- Panola (Batesville et Sardis)
- Pearl River (Poplarville)
- Perry (New Augusta)
- Pike (Magnolia)
- Pontotoc (Pontotoc)
- Prentiss (Booneville)
- Quitman (Marks)
- Rankin (Brandon)
- Scott (Forest)
- Sharkey (Rolling Fork)
- Simpson (Mendenhall)
- Smith (Raleigh)
- Stone (Wiggins)
- Sunflower (Indianola)
- Tallahatchie (Charleston et Sumner)
- Tate (Senatobia)
- Tippah (Ripley)
- Tishomingo (Iuka)
- Tunica (Tunica)
- Union (New Albany)
- Walthall (Tylertown)
- Warren (Vicksburg)
- Washington (Greenville)
- Wayne (Waynesboro)
- Webster (Walthall)
- Wilkinson (Woodville)
- Winston (Louisville)
- Yalobusha (Coffeeville et Water Valley)
- Yazoo (Yazoo City)